# Euplexia vetula
Euplexia vetula är en fjärilsart som beskrevs av Clarke 1971. Euplexia vetula ingår i släktet Euplexia och familjen nattflyn. Inga underarter finns listade i Catalogue of Life.